# Jaap Eden Trofee 1987
17e Jaap Eden Trofee 1987 was een schaatsmarathon. Het is de zeventiende editie van de Jaap Eden Trofee die werd gehouden op donderdag 29 oktober 1987 en plaatsvond op de Jaap Edenbaan in Amsterdam. De winnaar van de zeventiende editie was bij de mannen Herbert Dijkstra, het zilver was voor Jan Kooiman en het brons voor Jos Niesten. De winnaar van de vierde editie bij de vrouwen Tineke Hoogendijk-Vossebelt, het zilver was voor Sandra Voetelink en het brons voor Marja Wardenier-Adema.

## Podia
| Klasse              | Eerste                      | Tweede           | Derde                 |
| ------------------- | --------------------------- | ---------------- | --------------------- |
| Top-divisie mannen  | Richard van Kempen          | Jan Kooiman      | Jos Niesten           |
| Top-divisie vrouwen | Tineke Hoogendijk-Vossebelt | Sandra Voetelink | Marja Wardenier-Adema |

## Uitslag Top-divisie mannen[1]
| #      | Rijder               | Nationaliteit | Ploeg | Ronde |
| ------ | -------------------- | ------------- | ----- | ----- |
| Goud   | Herbert Dijkstra     | Nederland     |       |       |
| Zilver | Jan Kooiman          | Nederland     |       |       |
| Brons  | Jos Niesten          | Nederland     |       |       |
| 4      | Lex Cazemier         | Nederland     |       |       |
| 5      | Piet Manden          | Nederland     |       |       |
| 6      | Erik van den Boogert | Nederland     |       |       |
| 7      | Piet Kleine          | Nederland     |       |       |
| 8      | Jaap Jonkman         | Nederland     |       |       |
| 9      | Richard van Kempen   | Nederland     |       |       |
| 10     | Yep Kramer           | Nederland     |       |       |
| 11     | Jan Eise Kromkamp    | Nederland     |       |       |
| 12     | Henri Ruitenberg sr. | Nederland     |       |       |
| 13     | Dirk Maarssen        | Nederland     |       |       |
| 14     | Klaas Vriend         | Nederland     |       |       |
| 15     | Bennie van der Weide | Nederland     |       |       |
| 16     | Oege Ferwerda        | Nederland     |       |       |
| 17     | Dries Klein          | Nederland     |       |       |
| 18     | Frits Schalij        | Nederland     |       |       |
| 19     | Ruud Christoffers    | Nederland     |       |       |
| 20     | Ruud Christoffers    | Nederland     |       |       |

## Uitslag Top-divisie vrouwen[2]
| #      | Rijder                      | Nationaliteit | Ploeg | Ronde |
| ------ | --------------------------- | ------------- | ----- | ----- |
| Goud   | Tineke Hoogendijk-Vossebelt | Nederland     |       |       |
| Zilver | Sandra Voetelink            | Nederland     |       |       |
| Brons  | Marja Wardenier-Adema       | Nederland     |       |       |

1971 · 
1972 · 
1973 ·
1974 · 
1975 · 
1976 · 
1977 · 
1978 · 
1979 · 
1980 · 
1981 · 
1982 · 
1983 · 
1984 · 
1985 · 
1986 · 
1987 · 
1988 · 
1989 · 
1990 · 
1991 · 
1992 · 
1993 · 
1994 · 
1995 · 
1996 · 
1997 · 
1998 · 
1999 · 
2000 · 
2001 · 
2002 · 
2003 · 
2004 · 
2005 · 
2006 · 
2007 · 
2008 · 
2009 · 
2010 · 
2011 · 
2012 · 
2013 · 
2014 · 
2015 · 
2016 · 
2017 · 
2018 · 
2019 · 
2020 ·  
2021 · 
2022 · 
2023 · 
2024